# Rony Martínez
Rony Darío Martínez (Olanchito, Honduras, 16 de agosto de 1987) es un futbolista hondureño. Juega de delantero y su equipo actual es el Real Sociedad de la Liga Nacional de Honduras.

## Trayectoria

### Inicios
Rony Martínez es oriundo de Méndez, Olanchito, Yoro. Comenzó su carrera futbolística en clubes de la Tercera División del Fútbol Hondureño (Liga Mayor); como lo son Juvenil de tepusteca y Pío Hernández. En 2010 pasó a jugar en el Unión Sabá de la Liga de Ascenso de Honduras, con el cual logró marcar 22 goles. A finales de 2012, el Real Sociedad de Tocoa de la Liga Nacional de Honduras se interesó en sus servicios y el presidente del Unión Sabá, Arnulfo Vargas, autorizó su venta al equipo de primera división.

### Real Sociedad
En enero de 2013 se anuncia su llegada al Real Sociedad de Tocoa de la Liga Nacional de Honduras como refuerzo para el Torneo Clausura 2013. Hizo su debut el 27 de enero de 2013, en la victoria de su equipo por 3-0 sobre el Club Deportivo Vida en Tocoa y su primer gol lo anotó el 9 de febrero de 2013, en la derrota de 3-1 de su equipo ante el Deportes Savio en Santa Rosa de Copán. Al final de ese torneo finalizó campeón de goleo con 12 dianas y Subcampeón del Fútbol Hondureño, también llamó la atención del Club Deportivo Olimpia y del Zakho FC de Irak con el cual desistió de jugar.
Para el Torneo Apertura 2013 continuó jugando para Real Sociedad y finalizó siendo el máximo anotador de la Liga Nacional de Honduras en los torneos Apertura 2013 y Clausura 2014 con 22 goles. En julio de 2014, se volvió a anunciar el interés por parte del Olimpia en hacerse de sus servicios; al igual que el del Cagliari Calcio de la Serie A de Italia.

### Baoding Yingli Yitong
El 23 de junio de 2017 se confirma su fichaje por el Baoding Yingli Yitong del fútbol chino, a préstamo y con opción de compra de 560.000 USD.

### Olimpia
El 29 de diciembre de 2017 se anunció la venta del 100% de su pase al Olimpia, club que desembolsó una suma de 350.000 dólares (8.2 millones de lempiras).

## Selección nacional
Ha sido internacional con la Selección de fútbol de Honduras en nueve ocasiones y ha anotado un gol. Su primera aparición la hizo el 2 de junio de 2013 en un amistoso contra Israel que terminó con derrota 2-0 para Honduras.
En julio de 2013, fue convocado por Luis Fernando Suárez para jugar la Copa de Oro de la Concacaf 2013. En este torneo debutó con una anotación el 8 de julio ante Haití y además jugó los partidos contra El Salvador (fase de grupos), Costa Rica (cuartos de final) y Estados Unidos (semifinales).
El 5 de mayo de 2014 se anunció que Martínez había sido convocado entre los 23 jugadores que disputaron la Copa Mundial de Fútbol de 2014 en Brasil con Honduras.

### Participaciones en Copas del Mundo
| Mundial                        | Sede   | Resultado    |
| ------------------------------ | ------ | ------------ |
| Copa Mundial de Fútbol de 2014 | Brasil | Primera fase |

### Participaciones en Copa de Oro
| Copa de Oro      | Sede           | Resultado        |
| ---------------- | -------------- | ---------------- |
| Copa de Oro 2013 | Estados Unidos | Semifinales      |
| Copa de Oro 2017 | Estados Unidos | Cuartos de final |

### Participaciones en Copa Centroamericana
| Copa Centroamericana      | Sede           | Resultado    |
| ------------------------- | -------------- | ------------ |
| Copa Centroamericana 2014 | Estados Unidos | Quinto lugar |

### Goles internacionales
| #  | Fecha              | Lugar                                                                | Rival       | Goles | Resultado | Competición   |
| -- | ------------------ | -------------------------------------------------------------------- | ----------- | ----- | --------- | ------------- |
| 1. | 8 de julio de 2013 | Arena Red Bull, Harrison, Estados Unidos                             | Haití       | 1-0   | 2—0       | Copa Oro 2013 |
| 2. | 27 de mayo de 2017 | Estadio Memorial Robert F. Kennedy, Washington D. C., Estados Unidos | El Salvador | 2-0   | 2—2       | Amistoso      |

## Clubes
| Club                  | País     | Año             |
| --------------------- | -------- | --------------- |
| Unión Sabá            | Honduras | 2010 - 2012     |
| Real Sociedad         | Honduras | 2013 - 2017     |
| Baoding Yingli Yitong | China    | 2017            |
| Olimpia               | Honduras | 2018            |
| Real España           | Honduras | 2019 - 2020     |
| Real Sociedad         | Honduras | 2021 - Presente |

## Estadísticas
| Club                        | Div                 | Temporada           | Liga  | Liga  | Copas nacionales | Copas nacionales | Copas internacionales(1) | Copas internacionales(1) | Total | Total | Media goleadora(2) |
| Club                        | Div                 | Temporada           | Part. | Goles | Part.            | Goles            | Part.                    | Goles                    | Part. | Goles | Media goleadora(2) |
| --------------------------- | ------------------- | ------------------- | ----- | ----- | ---------------- | ---------------- | ------------------------ | ------------------------ | ----- | ----- | ------------------ |
| Real Sociedad Honduras      | 1.ª                 | 2012/13             | 20    | 12    | -                | -                | -                        | -                        | 20    | 12    | 0.6                |
| Real Sociedad Honduras      | 1.ª                 | 2013/14             | 38    | 24    | -                | -                | -                        | -                        | 38    | 24    | 0.58               |
| Real Sociedad Honduras      | 1.ª                 | 2014/15             | 21    | 6     | -                | -                | -                        | -                        | 21    | 6     | 0.24               |
| Real Sociedad Honduras      | 1.ª                 | 2015/16             | 32    | 7     | -                | -                | -                        | -                        | 32    | 7     | 0.28               |
| Real Sociedad Honduras      | 1.ª                 | 2016/17             | 40    | 23    | -                | -                | -                        | -                        | 40    | 23    | 0.58               |
| Real Sociedad Honduras      | Total               | Total               | 151   | 72    | 0                | 0                | 0                        | 0                        | 151   | 72    | 0.47               |
| Baoding Yingli Yitong China | 2.ª                 | 2017                | 15    | 4     | -                | -                | -                        | -                        | 15    | 4     | 0.27               |
| Baoding Yingli Yitong China | Total               | Total               | 15    | 4     | 0                | 0                | 0                        | 0                        | 15    | 4     | 0.27               |
| Olimpia Honduras            | 1.ª                 | 2017/18             | 18    | 6     | -                | -                | 2                        | 0                        | 20    | 6     | 0.3                |
| Olimpia Honduras            | 1.ª                 | 2018/19             | 16    | 4     | -                | -                | -                        | -                        | 16    | 4     | 0.25               |
| Olimpia Honduras            | Total               | Total               | 34    | 10    | 0                | 0                | 0                        | 0                        | 36    | 10    | 0.28               |
| Real España Honduras        | 1.ª                 | 2018/19             | 16    | 2     | -                | -                | -                        | -                        | 16    | 2     | 0.13               |
| Real España Honduras        | 1.ª                 | 2019/20             | 26    | 10    | -                | -                | -                        | -                        | 26    | 10    | 0.38               |
| Real España Honduras        | 1.ª                 | 2020/21             | 13    | 2     | -                | -                | -                        | -                        | 13    | 2     | 0.15               |
| Real España Honduras        | Total               | Total               | 55    | 14    | 0                | 0                | 0                        | 0                        | 55    | 14    | 0.25               |
| Real Sociedad Honduras      | 1.ª                 | 2020/21             | 14    | 8     | -                | -                | -                        | -                        | 14    | 8     | 0.57               |
| Real Sociedad Honduras      | Total               | Total               | 14    | 8     | 0                | 0                | 0                        | 0                        | 14    | 8     | 0.57               |
| Total en su carrera         | Total en su carrera | Total en su carrera | 269   | 107   | 0                | 0                | 2                        | 0                        | 271   | 107   | 0.4                |

## Palmarés

### Distinciones individuales
| Distinción                                     | Anotado | Año  |
| ---------------------------------------------- | ------- | ---- |
| Campeón goleador del Clausura 2013 de Honduras | 12      | 2013 |
| Campeón goleador de la Temporada 2013-2014     | 22      | 2014 |
| Campeón goleador de la Temporada 2016-2017     | 22      | 2017 |